# Włostowice (Puławy)

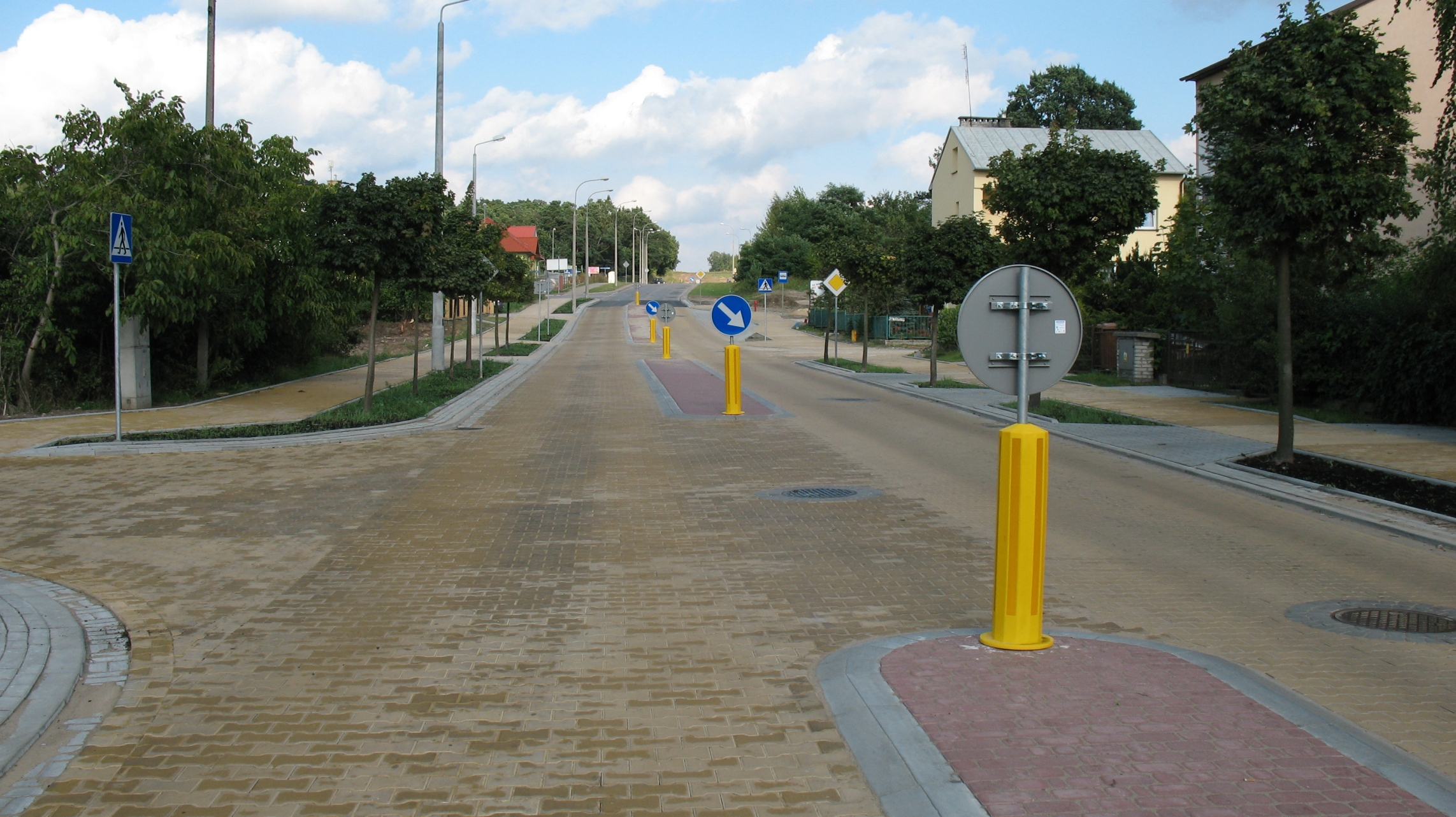
ul. Kaznowskiego

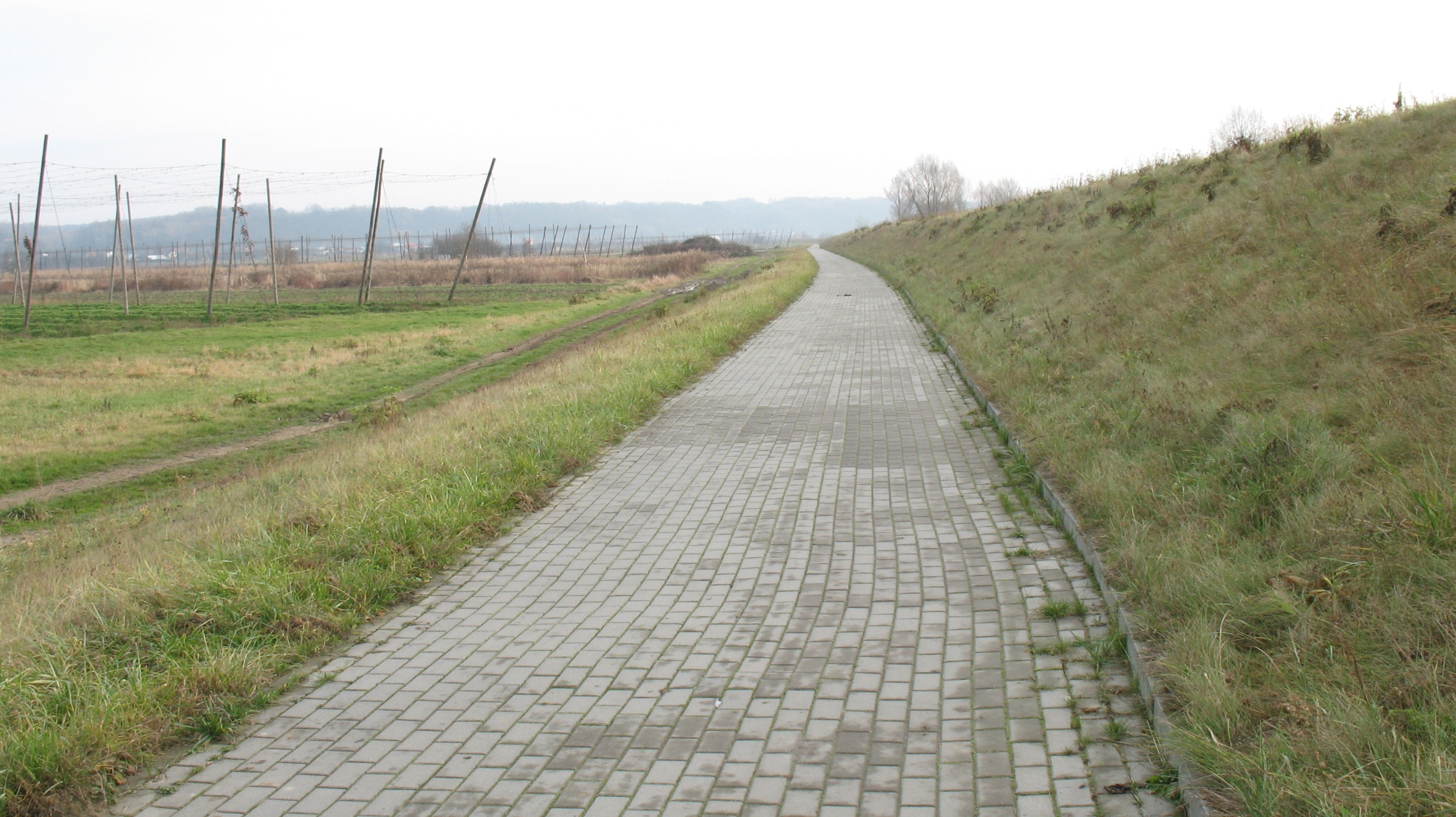
Droga rowerowa - zachodnia obwodnica Włostowic dł. 6,5 km

Włostowice – południowa dzielnica Puław. Dzielnica budynków mieszkalnych jednorodzinnych, wyjątek stanowi jedynie ul. Romów, na której znajdują się cztery bloki mieszkalne budownictwa socjalnego o wysokości do 3 pięter. 
Wieś szlachecka położona była w drugiej połowie XVI wieku w powiecie lubelskim województwa lubelskiego. Wieś wraz z folwarkiem i spichlerzem wchodziła w 1662 roku w skład majętności końskowolskiej Łukasza Opalińskiego. 
Na terenie dzielnicy znajdują się:
- Szkoła Podstawowa im Mikołaja Kopernika nr 4 (ul. Zabłockiego 8) wybudowana w 1969. Poprzednio szkoła na Włostowicach mieściła się w trzech budynkach znajdujących się przy ulicy Włostowickiej, spośród których drewniany budynek rozebrano. W pozostałych dwóch budynkach murowanych mieszczą się obecnie: Szkolne Schronisko Młodzieżowe (od 1980) oraz Muzeum Oświatowe (od 1987)[4].
- Szkolne Schronisko Młodzieżowe (ul. Włostowicka 27). Utworzone w 1980 w przebudowanym jednym z budynków dawnej szkoły. Ponad 120 miejsc noclegowych dla wycieczek szkolnych, studentów, turystów indywidualnych. Stołówka z możliwością zamówienia gorących posiłków, kuchnia indywidualna, miejsce na ognisko. Na terenie schroniska znajduje się Muzeum Oświatowe[5].
- Ochotnicza Straż Pożarna (ul. Włostowicka 36). Na utworzenie Ochotniczej Straży Pożarnej zezwolono mieszkańcom Włostowic w 1918. Za początek jej istnienia można przyjąć rok 1919, choć ukończenie budowy drewnianej remizy nastąpiło dopiero w 1924[6].
- Biblioteka miejska nr 4 (ul. Włostowicka 36)
- Wyciąg narciarski - dwie trasy narciarskie o łącznej długości 720 m[7], różnica wysokości 54 m[7], sztuczne oświetlenie i naśnieżanie, trasy ratrakowane, wyciągi talerzykowe o łącznej przepustowości 1400 osób na godzinę[7]. W sezonie czynny codziennie w godzinach od 9 do 22[7].

Historia Włostowic w odrębnym artykule.

## Zabytki
- Kościół św. Józefa (ul. Włostowicka 61) – wybudowany w latach 1726–1728 z fundacji Elżbiety Sieniawskiej. Z dokumentów wynika, że już od 1601 roku przy drewnianej kaplicy chowano zmarłych[8], a od 1639 zamieszkiwał tu na stałe kapłan[8], a w 1676 powstała tu parafia[8].
- Cmentarz Włostowicki – zgodnie z obowiązującym ówczesnym prawem zlecono utworzenie cmentarza poza wsią. Udało się tego dokonać dzięki Księciu Adamowi Czartoryskiemu, który podarował na ten cel teren o powierzchni 1,6 ha[8] w 1801[8]. Jest to jeden z najstarszych cmentarzy rzymskokatolickich w Polsce[8]. Od 1986 jest zaliczany do obiektów zabytkowych[8]. Powierzchnia 1,9 ha[8].
- Muzeum Oświatowe (ul. Włostowicka 27) – szkoła wybudowana w początku XIX w. w stylu klasycznym z fundacji Izabeli Czartoryskiej według projektu  Piotra Aignera. Stanowi przykład szerzenia oświaty wśród ludności wiejskiej wraz z mieszkaniem nauczyciela. Jest dokumentem historii powszechnego szkolnictwa polskiego. Jest to jeden z trzech budynków dawnej szkoły, od 1987 Muzeum Oświatowe. Znajduje się tuż obok Schroniska Młodzieżowego[9].